# Galaxy 30
Galaxy 30 ist ein kommerzieller Kommunikationssatellit des Satellitenbetreibers Intelsat aus der Galaxy-Flotte.

## Technische Daten
Im Januar 2018 bestellte Intelsat bei Northrop Grumman Innovation Systems einen neuen, modernen Kommunikationssatelliten für ihre Flotte. Northrop Grumman (früher Orbital ATK) baute Galaxy 30 auf Basis ihres GeoStar-Satellitenbusses. Er besitzt leistungsstarke C-, Ka- und Ku-Band-Transponder, eine geplante Lebensdauer von mehr als 15 Jahren und wird durch zwei Solarmodule und Batterien mit Strom versorgt. Des Weiteren ist er dreiachsenstabilisiert und wiegt ca. 3,3 Tonnen. Der Satellit beherbergt zusätzlich die WAAS-GEO 7-Nutzlast des Wide Area Augmentation Systems.

## Missionsverlauf
Galaxy 30 wurde am 15. August 2020 auf einer Ariane-5-Trägerrakete vom Raumfahrtzentrum Guayana zusammen mit BSat 4b und dem MEV-2 in eine geostationäre Transferbahn gebracht. Von dort aus erreichte der Satellit seine geostationäre Umlaufbahn durch Zünden seines Haupttriebwerks und wurde auf seiner Position bei 125° Ost positioniert. Von dort aus kann in den USA, in Puerto Rico, Alaska, Hawaii und Mexiko empfangen werden.